# 奧萊·塞爾納斯
奥莱·塞尔納斯（Ole Kristian Selnæs，1994年7月7日—）是一名挪威国脚和足球运动员，现效力于挪超球隊洛辛堡，位置為防守型中场，他是前洛辛堡足球會门将伊瓦尔·塞尔納斯（Ivar Selnæs）的儿子。